# Двуноги
Двуно́ги (лат. Bipes) — род пресмыкающихся из подотряда амфисбен (Amphisbaenia), выделяемый в монотипное семейство хиротовых (Bipedidae). Отличаются от других амфисбен наличием развитых передних конечностей. Пояс задних конечностей редуцирован, хвост короткий. Зубы плевродонтные, крыловидные кости лишены зубов. Язык с большим количеством нитчатых папилл и с верхней стороны покрыт чешуйками, организованными в диагональные ряды.
В семействе насчитывают 3 вида, населяющих юго-запад Мексики и юг Калифорнийского полуострова: 
- Bipes biporus — Айолот
- Bipes canaliculatus — Хирот
- Bipes tridactylus — Трёхпалый двуног[4].

Двуноги обитают в песчаных пустынных почвах, прокладывая ходы «таранящими» движениями головы. Рацион представлен преимущественно членистоногими. Самки откладывают от одного до четырёх яиц. По оценке МСОП ни один из трёх видов не находится под угрозой вымирания.